# Katolikus templom (Domony)
A domonyi katolikus templom a falu főutcáján áll (2182 Domony, Fő u. 75.). A templom körül a parkolás ingyenes. Domony nem önálló katolikus plébánia, hanem Aszód filiája. Ennek megfelelően az illetékes plébániahivatal Aszódon van (2170 Aszód, Szent Imre u. 7.)

## Története
1874-től a katolikus iskolában miséztek rendszeresen. A mostani templomot az egykori Fischer-féle, 19. századi magraktárból alakították ki 1955 elején — először csak kápolnaként, majd Jézus Szíve tiszteletére szentelték fel. Az épületet legutóbb 1990-ben újították fel.

## Hitélet, rendezvények
Egész évben tartanak esküvőket
A búcsút Jézus Szívének ünnepén (június elején, az Úrnapja utáni nyolcadik napon) tartják. 